# Слободка (Днестровский район)
Слободка (укр. Слобідка) — село в Кельменецкой поселковой общине Днестровского района Черновицкой области Украины.
Население по переписи 2001 года составляло 406 человек. Телефонный код — 3732. Код КОАТУУ — 7322082002.

## История
В 1946 году Указом ПВС УССР хутор Шендрянская Слободка переименован в Слободку.
До 2020 года входило в Кельменецкий район